# Comédia MTV
Comédia MTV foi um programa de televisão brasileiro produzido e exibido pela MTV Brasil entre 3 de março de 2010 e 6 de dezembro de 2011, totalizando 80 episódios. Sob a direção geral de Lilian Amarante e a direção de Tuca Paoli e Gabriel Muller.

## Temporadas
| Temporada | Temporada | Episódios | Episódios | Originalmente exibido | Originalmente exibido  |
| Temporada | Temporada | Episódios | Episódios | Estreia da temporada  | Final da temporada     |
| --------- | --------- | --------- | --------- | --------------------- | ---------------------- |
|           | 1         | 41        | 41        | 6 de março de 2010    | 18 de dezembro de 2010 |
|           | 2         | 39        | 39        | 15 de março de 2011   | 6 de dezembro de 2011  |

### Especiais musicais do Comédia MTV
- Acústico MTV - Comédia MTV Especial (17/12/2010)
- Ensaio Comédia MTV - Comédia MTV 2011 (06/12/2011)

## Formato
O elenco do programa é composto pelos humoristas Bento Ribeiro, Dani Calabresa, Fábio Rabin, Guilherme Santana, Marcelo Adnet e Rafael Queiroga, além da equipe do Deznescessários, formada por Paulinho Serra, Tatá Werneck e Rodrigo Capella, todos jovens atores destacados na cena de stand-up comedy do Brasil. 

### 2010
O programa começou sua transmissão aos sábados e no ano seguinte, se mudou para às terças-feiras, às 22h30, com reprises na quarta (00h30), quinta (16h30), sábado (22h15) e domingo (18h00).
Ao contrário de seu antecessor, o Furfles MTV, o Comédia não segue uma temática específica. Em 2010, contou com uma equipe extensa de redatores e colaboradores do mundo do humor, incluindo Álvaro Campos, Teo Poppovic, Yuri Moraes, Flávia Boggio, Pedro HMC, Marcelo Zorzanelli, Sansa F. e Marcel Aires. No ano seguinte, passou a trabalhar com esquetes escritas pelo próprio elenco, contando apenas com Teo Poppovic como redator externo e Rafael Queiroga como redator final.
As gravações do programa alternam entre o uso de chroma-key, gravações externas e um cenário que simula um bar, onde também está localizada a plateia. Apresenta esquetes com um humor surreal e imprevisível, muitas vezes pesado, mas sempre abordado com inteligência. Influenciado pelo grupo inglês Monty Python, além de programas como TV Pirata, Saturday Night Live e Human Giant, o Comédia MTV é conhecido pela autodepreciação dos membros do elenco e pela irreverência humorística.

### 2011
Em março de 2011, o programa recebeu o apoio do grupo de humor Salt Cover, que contribuiu com sátiras gráficas para os esquetes, além de colaborar com os roteiros. Sob a direção de Gabriel Barros, em 2011, o programa abandonou o cenário fixo e passou a explorar mais gravações externas e cenários alternativos. A qualidade visual e das esquetes melhorou significativamente, com o apoio de uma equipe mais organizada e concisa.
Foi reconhecido pelo uso criativo de videoclipes, muitos deles paródias de músicas existentes ou criadas pela própria equipe para satirizar situações cotidianas. Esse tipo de humor foi tão bem-sucedido que a MTV dedicou um espaço exclusivo em sua grade de programação para a exibição desses clipes, chamado de Clipes Comédia.
O programa contribuiu significativamente para o aumento da audiência da MTV, dobrando os números anteriores durante uma reestruturação da emissora. No final de 2011, devido a decisões da direção da MTV, os últimos programas inéditos foram suspensos e a equipe foi demitida. No entanto, o Comédia continuou sendo produzido até dezembro, quando foi confirmada uma nova temporada com um formato diferente: Comédia MTV Ao Vivo.
Ao longo das mudanças, alguns membros do elenco, como Fábio Rabin, Gui Santana e Rafael Queiroga, deixaram o programa para seguir outros projetos na televisão. Em sua terceira temporada, em 2012, Rodrigo Capella também saiu do programa para participar do reality show A Fazenda.

### Convidados
Ao longo de seus episódios, o programa recebeu diversas participações de estrelas da MTV e de outros canais, como MariMoon, Titi Muller, Lobão, Marina Person, Restart, Marina Santa Helena, Túlio Maravilha, Selton Mello, Diogo Portugal, Ellen Jabour, China, Nany People, Banda Mombojó e PC Siqueira.

## Elenco
| Ator/Atriz        | Temporadas | Temporadas |
| Ator/Atriz        | 1ª 2010    | 2ª 2011    |
| ----------------- | ---------- | ---------- |
| Bento Ribeiro     |            |            |
| Dani Calabresa    |            |            |
| Marcelo Adnet     |            |            |
| Paulinho Serra    |            |            |
| Tatá Werneck      |            |            |
| Fabio Rabin       |            |            |
| Guilherme Santana |            |            |
| Rafael Queiroga   |            |            |
| Rodrigo Capella   |            |            |

## Controvérsias
Em 22 de março de 2011 o programa veiculou o quadro Casa dos Autistas, uma espécie de sátira a extinta Casa dos Artistas. O quadro mostrava cinco comediantes gritando, esmurrando um piano e olhando para as paredes, como se fossem autistas. Após a exibição do quadro, o vídeo foi colocado no YouTube e parentes de pessoas com autismo criaram uma petição on-line pedindo que a MTV formalizasse "um pedido de desculpas pelo atos de desrespeito, imoralidade e preconceito". Em 26 de abril de 2011, o blog do programa publicou a seguinte nota:
| “ | É de total responsabilidade da MTV a exibição da esquete “Casa dos Autistas”, veiculada no dia 22/03/2011 no programa Comédia MTV. Todo o elenco do programa, assim como sua equipe de roteiristas e produção, são contratados da emissora e a ela prestam serviço, inclusive o humorista Marcelo Adnet, que vem sendo apontado por alguns como único responsável pelo conteúdo do programa. A MTV Brasil entende que a esquete “Casa dos autistas” ultrapassou limites aceitáveis do humor. Portanto, pedimos desculpas a quem quer que tenha se sentido ofendido pelo conteúdo exibido. Já estamos articulando possíveis ações conjuntas com associações ligadas ao autismo para dar ao assunto o devido encaminhamento. A MTV reforça ainda que, independentemente desse episódio, ao longo dos últimos 20 anos a emissora vem defendendo a inserção social de pessoas com deficiência de maneira séria e informativa. | ” |

O apresentador do programa, Marcelo Adnet, pediu desculpas sobre o episódio e se ofereceu a ajudar campanhas e atos que divulgam diretrizes dos grupos afetados pela esquete.
| “ | Sou humano e como tal, não poderia ter outra atitude a não ser me posicionar de forma solidária ao lado daqueles que foram atingidos por essa cena. Minhas sinceras desculpas, de coração. | ” |

Em 30 de novembro de 2011, a MTV foi condenada a pagar uma indenização de R$ 40 mil à Ana Maria Carvalho Elias Braga e Carlos Braga, pais de duas crianças autistas, entretanto tal decisão foi reformada pelo Tribunal de Justiça do Estado De São Paulo, que retirou a condenação antes arbitrada.

## Prêmios e indicações
| Ano  | Prêmio             | Categoria          | Resultado |
| ---- | ------------------ | ------------------ | --------- |
| 2011 | Prêmio Extra de TV | Melhor humorístico | Indicado  |